# Araçarí d'Azara
L'araçarí d'Azara (Pteroglossus azara) és una espècie d'ocell de la família dels ramfàstids (Ramphastidae). Habita la selva humida i altres formacions boscoses de l'est de Colòmbia, sud de Veneçuela, est de l'Equador i nord-oest del Brasil amazònic.